# 基德里切沃市鎮

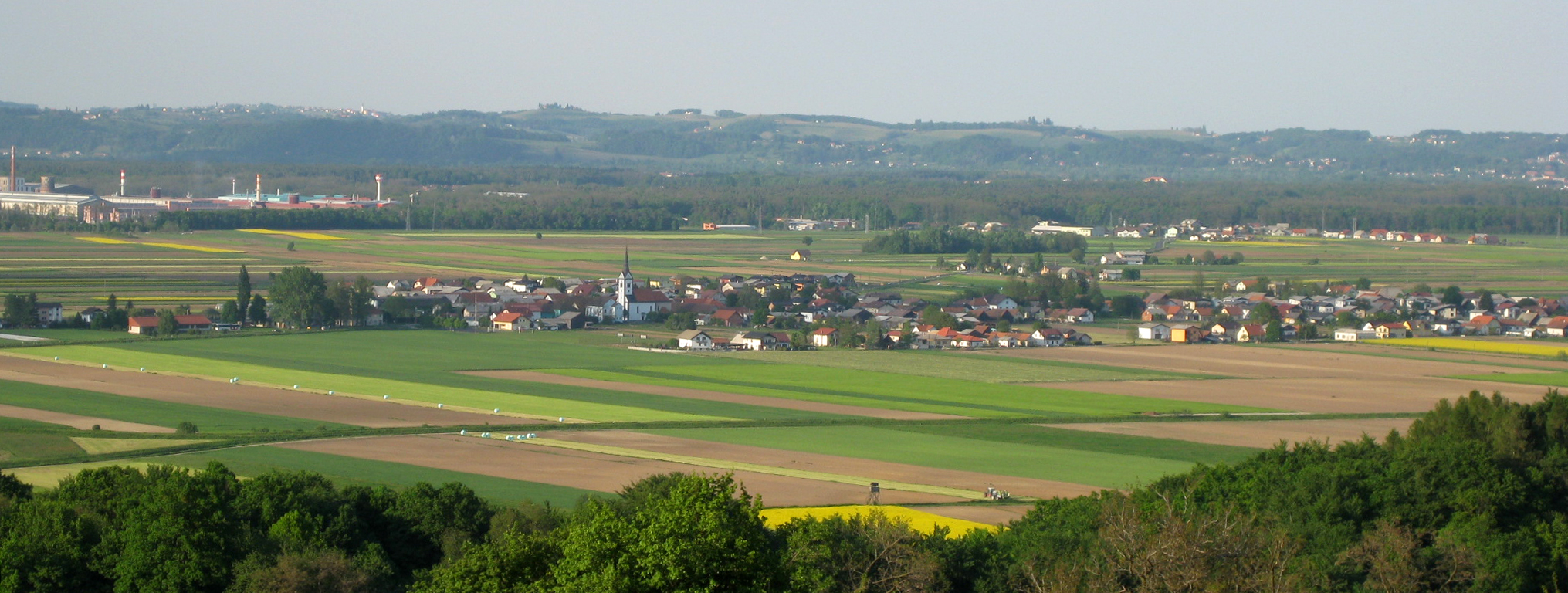

基德里切沃市鎮是斯洛文尼亞東北部的一個市镇，位於普圖伊附近，行政中心为基德里切沃。市镇面積为71.5平方公里，海拔高度229米，2002年人口6,502。區內有鋁工廠。

## 外部連結
- 官方网站  （斯洛文尼亚文）
- Municipality of Kidričevo at Geopedia（页面存档备份，存于）
- Talum Company（页面存档备份，存于） - aluminium company